# Oeschgen
Oeschgen (toponimo tedesco) è un comune svizzero di 1 013 abitanti del Canton Argovia, nel distretto di Laufenburg.

## Monumenti e luoghi d'interesse

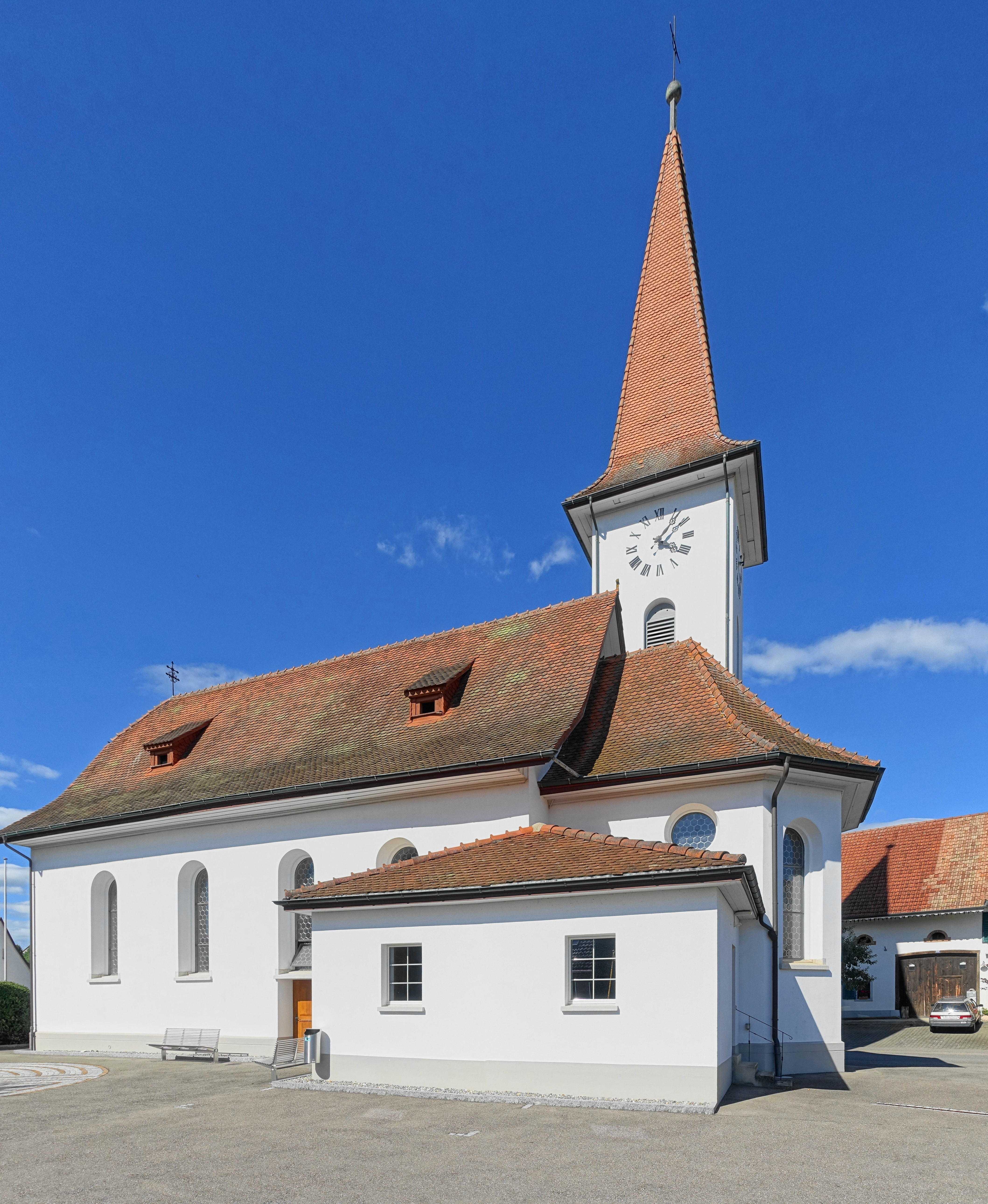
La chiesa cattolica dei Santi Cosma e Damiano

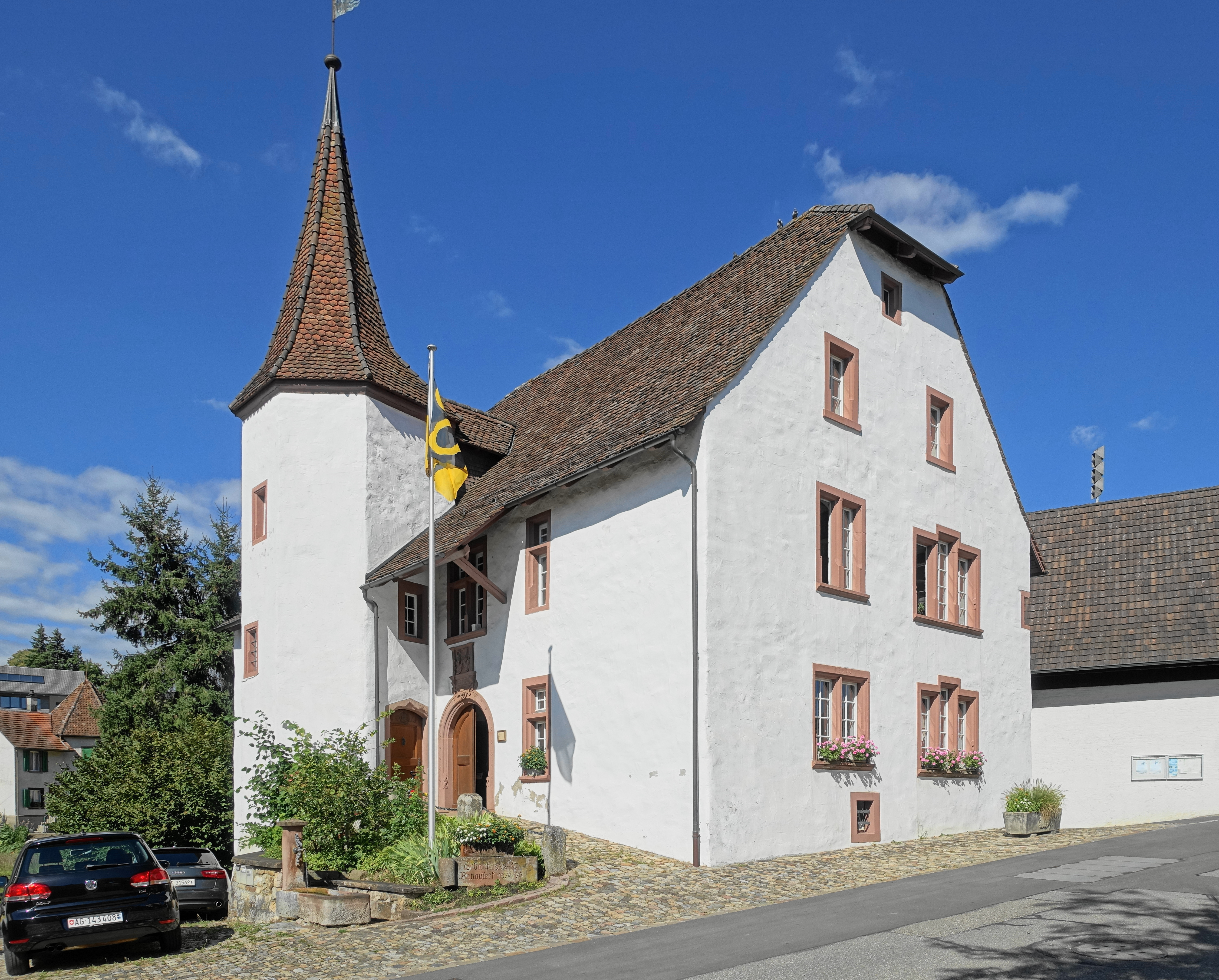
Lo Schlössli

- Chiesa cattolica dei Santi Cosma e Damiano, eretta nel XII secolo e ricostruita nel 1919[1];
- Schlössli (casa comunale, già palazzo Schönau), eretto nel 1597-1598[1].

## Società

### Evoluzione demografica
L'evoluzione demografica è riportata nella seguente tabella:
Abitanti censiti

## Amministrazione
Ogni famiglia originaria del luogo fa parte del cosiddetto comune patriziale e ha la responsabilità della manutenzione di ogni bene ricadente all'interno dei confini del comune.